# سن آنتونیو (فیلم)
سن آنتونیو (انگلیسی: San Antonio) فیلمی وسترن به کارگردانی دیوید باتلر، رابرت فلری، و رائول والش است که در سال ۱۹۴۵ منتشر شد.

## بازیگران
- ارول فلین
- آلکسیس اسمیت
- پال کلی
- فلورنس بیتس
- مونته بلو
- تام تایلر
- جان آلوین
- سکه ساکال
- کارل هاربا
- دودلز ویوِر
- والیس کلارک